# Roumba-Mossi
Ne doit pas être confondu avec Roumba-Yarcé.
Roumba-Mossi est une localité située dans le département de Pissila de la province du Sanmatenga dans la région Centre-Nord au Burkina Faso.

## Éducation et santé
Le centre de soins le plus proche de Roumba-Mossi est le centre de santé et de promotion sociale (CSPS) de Pissila tandis que le centre hospitalier régional (CHR) se trouve à Kaya.
Le village possède une école primaire publique